# Dolmen del Solar d'en Gibert
El Dolmen del Solar d'en Gibert és un dolmen situat al terme municipal de Rabós, (Alt Empordà), inclòs a l'Inventari del Patrimoni Arqueològic i Paleontològic de Catalunya.
Es troba damunt d'una carena, al costat de la línia divisòria amb el terme d'Espolla, que es pot identificar fàcilment a través d'una fita d'obra cònica que hi ha al costat del monument.
Per arribar-hi, s'ha d'anar fins al monestir de Sant Quirze de Colera i seguir la pista que s'enfila, direcció nord, cap al Coll de Plaja. Allà s'ha de deixar el cotxe i pujar per una pista/tallafocs a l'esquerra. Seguim aquesta pista, que puja fins dalt del turó i segueix direcció sud tot resseguint la carena. Seguim per aquesta pista fins a trobar un petit prat arrodonit. D'aquesta mena de placeta en surt una altra pista, a la dreta, que baixa direcció oest. La seguim una estona, fins a arribar a un petit collet, on ja veurem els cartells informatius del dolmen.
Es tracta d'un sepulcre de corredor amb cambra trapezoïdal. Josep Antoni de Nouvilas el va donar a conèixer per primer cop a mitjans del segle xix. Salvador Santpere i Miquel ja en va fer una descripció al segle xix però l'anomena Dolmen de la Devesa d'en Torrent, per la qual cosa va portar múltiples confusions fins que el 1979 es va establir que eren un sol dolmen. Durant els anys 1979 i 1988 fou objecte d'excavacions amb uns resultats prou bons i el 1980 i 1995 fou restaurat.